# A Lavacolla

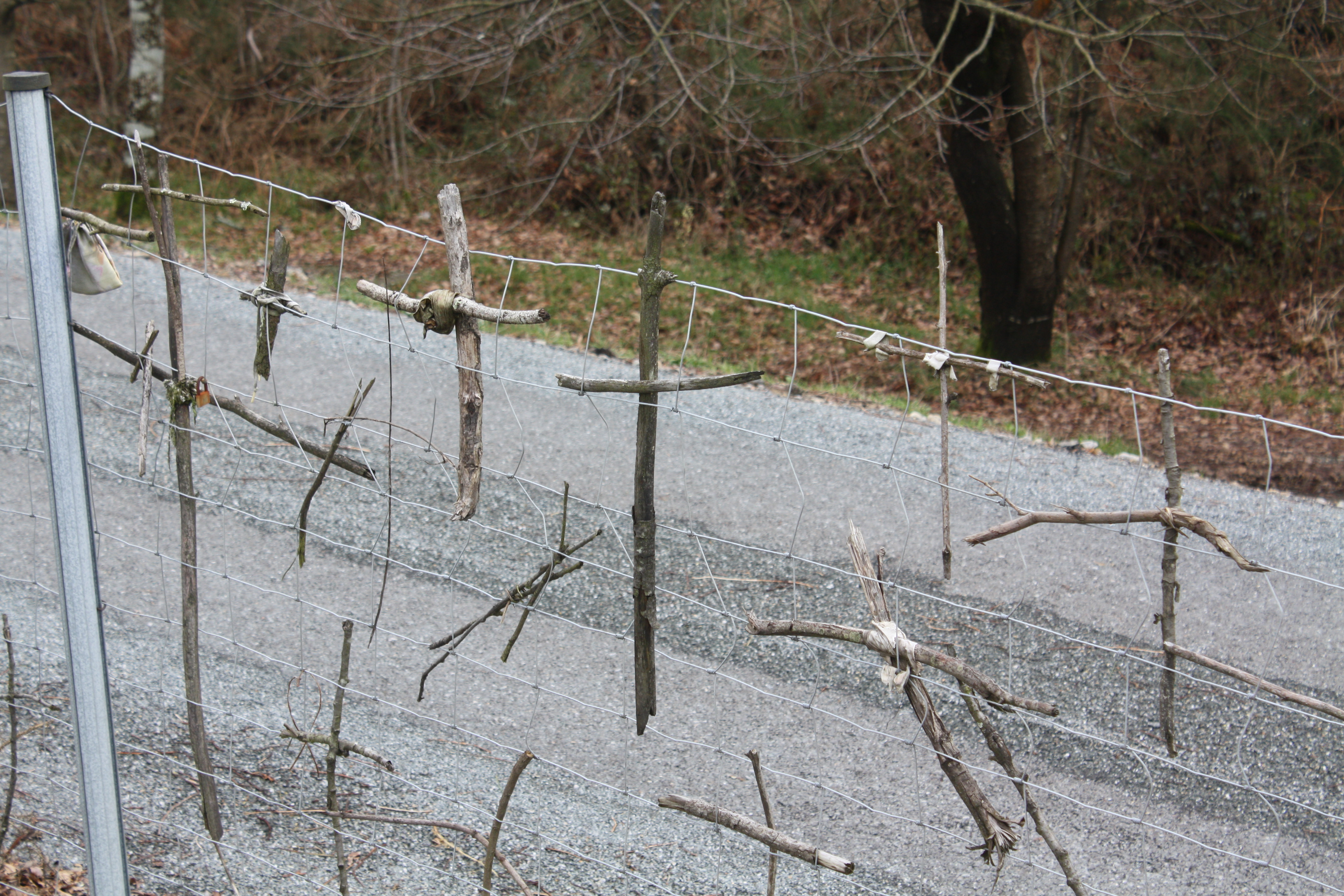
Creus col·locades pels pelegrins a A Lavacolla.

A Lavacolla és un llogaret de la parròquia de Sabugueira, al municipi de Santiago de Compostel·la. Es troba a 8,5 quilòmetres de la capital municipal. L'any 2011 tenia 171 habitants, 79 homes i 92 dones.
El seu nom prové del llatí lava-colea, "rentar els testicles", nom del riu on els pelegrins es purificaven abans d'entrar a Compostel·la en l'últim tram del Camí de Sant Jaume. Al Còdex Calixtí, per eufemisme, se l'anomena lava mentula.
En les proximitats del nucli es troba l'aeroport de Santiago-Rosalía de Castro, conegut també com a aeroport d'A Lavacolla.
A la localitat hi ha una església construïda el 1840, d'estil classicista. És de planta rectangular, amb una façana triangular sobre el vèrtex de la qual s'aixeca el campanar. A pocs metres de l'església hi ha una creu amb talles de Crist.